# Commissie-Levelt
De commissie-Levelt was een commissie onder voorzitterschap van de Nijmeegse psycholinguïst en voormalig president van de KNAW, Pim Levelt, die op 9 september 2011 werd opgericht, met het doel onderzoek te doen naar de vermeende fraude van sociaal psycholoog Diederik Stapel tijdens zijn werkzaamheden aan de Tilburg University. De commissie werd ingesteld door de Tilburgse rector magnificus Philip Eijlander; soortgelijke commissies werden ingesteld door de Rijksuniversiteit Groningen (commissie-Noort) en de Universiteit van Amsterdam (commissie-Drenth), eerdere werkgevers van Stapel. Al vanaf het begin stemden deze commissies hun werkzaamheden op elkaar af. Alle commissies beëindigden hun werkzaamheden op 28 november 2012, de dag dat ze hun gezamenlijke eindrapport aanboden. In het Engels staan de drie onderzoeken bekend als de Stapel Investigation.

## Aanleiding
Eind augustus 2011 meldden drie jonge onderzoekers van het Departement Sociale Psychologie van de Tilburg University zich bij de departementsvoorzitter Marcel Zeelenberg met het vermoeden dat Stapel zich in een aantal onderzoeken zou hebben schuldig gemaakt aan frauduleuze handelingen. Niet veel later gaf Stapel toe dat hij in sommige onderzoeken gebruik had gemaakt van gefingeerde data. Onmiddellijk hierop werd hij door Eijlander op non-actief gesteld en vervolgens op staande voet ontslagen. Op 9 september 2011 stelde Eijlander een onderzoekscommissie in, onder voorzitterschap van Levelt.

## Samenstelling van de commissie
Naast Levelt hadden zitting in de commissie: de Tilburgse jurist en victimoloog Marc Groenhuijsen, en de – eveneens Tilburgse – hoogleraar wetenschapsfilosofie Jacques Hagenaars. Het secretariaat van de commissie werd gevoerd door Shirley Baert, in het dagelijks leven beleidsmedewerker van de Tilburgse onderzoeksschool voor Gedragswetenschappen. Aan de commissie werd een statisticus toegevoegd, M.A.L.M. van Assen.
Ook aan de universiteiten van Groningen (onder voorzitterschap van Ed Noort) en Amsterdam (onder voorzitterschap van Piet Drenth) werden onderzoekscommissies gevormd, met de opdracht zich te buigen over de publicaties van Stapel die gebaseerd zijn op onderzoek dat hij uitvoerde (of uitgevoerd beweerde te hebben) in de tijd dat hij aan die universiteiten verbonden was.

## Opdracht
De commissie-Levelt had een tweeledige opdracht. Enerzijds moest zij onderzoeken welke publicaties gebaseerd waren op gefingeerde data of op gefingeerd onderzoek en gedurende welke periode deze misstanden plaatsvonden. In de tweede plaats werd de commissie gevraagd onderzoek te doen naar de onderzoekscultuur waarin deze wantoestanden konden plaatsvinden en aanbevelingen te doen voor de verbetering van die cultuur. 

## Handelswijze
De commissie-Levelt was een vertrouwenscommissie volgens de Regeling Wetenschappelijke Integriteit van de Tilburg University. De werkzaamheden vonden conform de regeling achter gesloten deuren plaats. Ook was bepaald dat de namen van de informanten in de meeste gevallen niet met de buitenwereld gedeeld zouden worden. Leidraad was verder de Notitie Wetenschappelijke Integriteit van de KNAW. Stapel werd in de gelegenheid gesteld te reageren op de door de commissie vergaarde informatie. 

## Bevindingen
De commissies stelden vast dat veel van de door hen onderzochte publicaties deed geen officiëlevan Stapel, of van zijn promovendi (waarbij Stapel als co-auteur optrad) gebaseerd waren op fictieve data. De commissies deden diverse aanbevelingen voor het in de toekomst voorkomen van wetenschapsfraude. Zo werd geadviseerd dat onderzoekers elkaar effectiever controleren om fraude te voorkomen. Op alle Nederlandse universiteiten werden protocollen aangenomen met betrekking tot de wijze van verzamelen van onderzoeksdata en de controle op die data. Op voorspraak van de commissie-Levelt kreeg de Tilburg University een onafhankelijke vertrouwenspersoon waar klokkenluiders in het vervolg terecht kunnen als ze bedenkingen hebben over de eerlijke uitkomst van een onderzoek.